# Republika Tajwanu
Republika Tajwanu (chiń. upr. 台湾民主国; chiń. trad. 臺灣民主國; pinyin Táiwān Mínzhǔguó) – państwo historyczne położone na wyspie Tajwan.
W 1894 wybuchła wojna pomiędzy Chinami a Japonią o Koreę. 17 kwietnia 1895 podpisano traktat pokojowy, na mocy którego Chiny m.in. przekazały Tajwan i archipelag Peskadorów Japonii.
Rząd w Pekinie nie poinformował o tym posunięciu mieszkańców wyspy. Niezadowolona z takiego obrotu spraw grupa wyższych urzędników qingowskich proklamowała 23 maja 1895 deklarację niepodległości nowego państwa, Republiki Tajwanu. Był to przede wszystkim akt oporu wobec nowej władzy, nienaruszający postanowień traktatu. Prezydentem nowej republiki został dotychczasowy gubernator wyspy, Tang Jingsong, a głównodowodzącym siłami zbrojnymi – Liu Yongfu.
29 maja na Tajwanie wylądowały wojska japońskie i w następnych dniach rozbiły wojska chińskie w północnej części wyspy (pod Keelungiem). Równolegle, 3 czerwca emisariusze rządu w Pekinie oficjalnie przekazali Tajwan Japonii (ceremonia odbyła się na pokładzie okrętu przy brzegu wyspy, ze względu na toczące się walki i niechęć jaką Tajwańczycy wykazywali w stosunku do chińskich emisariuszy). Na wieść o klęsce oddziałów koło Keelungu, 6 czerwca prezydent Tang uciekł na kontynent, a za nim większość urzędników, wraz ze skarbcem. Ponieważ nie został wybrany oficjalny następca Tanga, można uznać datę jego ucieczki za koniec Republiki.
Ucieczka rządu nie spowodowała wszakże załamania się oporu. W południowej części wyspy walkę kontynuował Liu Yongfu, od ucieczki Tanga efektywny prezydent wyspy, na czele oddziałów chińskich i lokalnych ochotników tajwańskich. Mimo ciężkich strat zmusił on Japończyków do zaangażowania na wyspie znacznych sił, ostatecznie niemal 50 000 ludzi.
Republika ostatecznie przestała istnieć wraz z kapitulacją Tainanu 21 października 1895 po tym, jak Liu dzień wcześniej uciekł z wyspy. Zorganizowany opór na wyspie zakończył się 26 listopada, gdy ostatnie oddziały milicji hakkańskiej zostały rozbite w bitwie pod Changxing. Powstania i akcje partyzanckie przeciw japońskiej władzy zdarzały się do 1902 r.
Znaczenie Republiki było głównie symboliczne: nie uznało jej żadne państwo, a jedynymi działaniami, które podjęła było ustanowienie flagi, pieczęci i wydanie znaczka pocztowego. Ze względu na deklarowaną lojalność wobec Cesarstwa Chińskiego, Republika nie jest często przywoływana jako model dla współczesnych zwolenników niepodległości Tajwanu, choć zaznaczają oni sam precedens istnienia niepodległego państwa tajwańskiego.

## Prezydenci Republiki
- Tang Jingsong(inne języki) (25 maja 1895 – 5 czerwca 1895)
- Liu Yongfu(inne języki) (5 czerwca 1895 – 21 października 1895)